# 1 Night in Paris
1 Night in Paris es un vídeo pornográfico (filmado en 2001) que representa a Paris Hilton y su novio de ese entonces Rick Salomon teniendo relaciones sexuales. No estaba pensado originalmente para lanzarse y fue filmado con una sola cámara, utilizando "visión nocturna". Sin embargo, un puñado de escenas fueron filmadas en interiores sin visión nocturna.

## Vídeo
El vídeo fue lanzado por Salomon poco después que la verdadera Paris Hilton comenzara en la serie The Simple Life, causando una sensación en los medios de comunicación. Cuando Hilton habló a los medios dijo que estaba "fuera de sí", no sabía lo que estaba haciendo durante la grabación del vídeo y no aprobaba su difusión pública de su doble, tras lo cual fue demandada por Salomon por difamación. Más tarde, Hilton demandó a su vez a Salomon por el lanzamiento de la cinta. De acuerdo a los informes, Hilton recibió hasta $400,000 y planeó donar un porcentaje a caridad.
En una entrevista realizada en 2006 con la edición británica de la revista GQ, Hilton dijo: "Nunca recibí un centavo del vídeo. Es simplemente dinero sucio y (Salomon) debería darlo todo a alguna caridad por las víctimas de abuso sexual o algo por el estilo. Para ser honesta, ya no pienso más sobre ello."
El vídeo original, y las copias del DVD todavía están circulando en Internet y puede ser visto legalmente en varios sitios. El vídeo recibió un Premio AVN en 2005 por "Mejor Título Vendido del Año", "Mejor Título Rentable del Año", y "Mejor Campaña de Marketing - Proyecto Individual."
El DVD, titulado 1 Night in Paris, es distribuido por Red Light District, una compañía de producción que produce y distribuye vídeos pornográficos de alta gama.
Es uno de los vídeos sexuales de doble de celebridades más explícitos. mostrando una penetración vaginal, cunnilingus y felación. El vídeo también muestra a Hilton interrumpiendo el sexo para responder su teléfono móvil, lo que llevó a una serie de parodias. La cantautora estadounidense Pink parodió una de las escenas del video sexual en el video musical de su canción «Stupid Girls».
El vídeo ha sido comprado por Vivid, promocionado y vendido exclusivamente por ellos en su portal.  El lanzamiento oficial del video abrió con una dedicatoria que dice: "En memoria del 11/09/01... Nunca los olvidaremos".
En una entrevista de 2021 con Vanity Fair, Hilton dijo que la cinta, que se publicó sin su consentimiento y causó sensación en los medios, era "humillante" y es "algo que me lastimará por el resto de mi vida". Añadió que "Siempre está ahí en el fondo de mi mente. Cuando sucedió, la gente fue muy mala conmigo. La forma en que hablaron de mí en los programas de entrevistas nocturnos y los medios de comunicación, ver cosas con mi familia fue simplemente desgarrador. Yo lloraba todos los días, no quería salir de mi casa, sentía que mi vida había terminado", dijo.

## Premios
| Año  | Otorga           | Premio                              |
| ---- | ---------------- | ----------------------------------- |
| 2005 | Premios AVN      | "Lanzamiento de Alquiler del Año"   |
| 2008 | Premios F.A.M.E. | Vídeo sexual Favorito de Celebridad |